# Ишутин, Андрей Сергеевич
Андре́й Серге́евич Ишу́тин (род. 20 января 2004, Новороссийск, Краснодарский край) — российский футболист, полузащитник белорусского клуба «Арсенал».

## Клубная карьера
Родился в Новороссийске.
В 2010 году начал заниматься футболом в ДЮСШ новороссийского «Черноморца». 15 августа 2016 года перешёл в академию московского «Спартака».
8 апреля 2024 года на правах аренды с правом выкупа присоединился к «Ростову-2». 14 апреля 2024 года в матче Второй лиги (дивизион «Б») против «Алании-2» дебютировал в профессиональном футболе.
17 января 2025 года на правах свободного агента перешёл в дзержинский «Арсенал». 16 марта 2025 года в матче против «Динамо-Брест» дебютировал в чемпионате Беларуси.

### Семья
- Ишутин, Артём Сергеевич — младший брат, футболист.

## Карьера в сборной
В период с 2020 года по 2021 год вызывался в юношеские сборные России за которые суммарно провёл 4 матча.

## Статистика выступлений
| Выступление      | Выступление       | Выступление      | Лига | Лига | Кубки | Кубки | Итого | Итого |
| Клуб             | Лига              | Сезон            | Игры | Голы | Игры  | Голы  | Игры  | Голы  |
| ---------------- | ----------------- | ---------------- | ---- | ---- | ----- | ----- | ----- | ----- |
| → Ростов-2       | Вторая лига («Б») | 2024             | 24   | 0    | —     | —     | 24    | 0     |
| → Ростов-2       | Итого             | Итого            | 24   | 0    | —     | —     | 24    | 0     |
| Арсенал          | Высшая лига       | 2025             | 18   | 0    | 2     | 0     | 20    | 0     |
| Арсенал          | Итого             | Итого            | 18   | 0    | 2     | 0     | 20    | 0     |
| Всего за карьеру | Всего за карьеру  | Всего за карьеру | 42   | 0    | 2     | 0     | 44    | 0     |